# جنگل‌باغداری

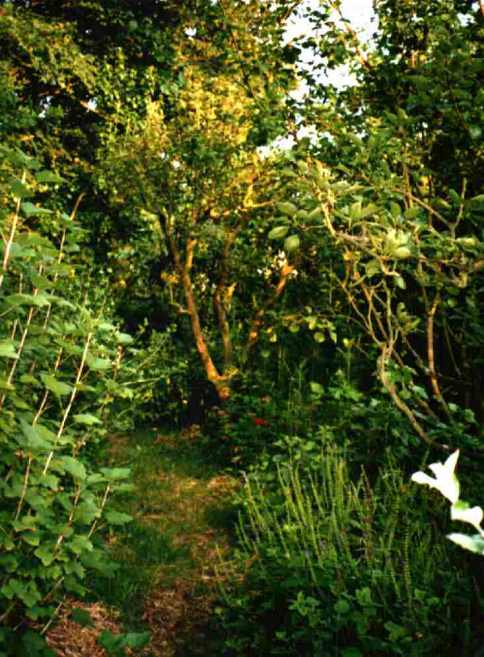
جنگل‌باغ رابرت هارت در شروپ شر انگلستان

جنگل‌باغداری یا باغداری جنگلی یک سامانه دارکشت‌ورزی و تولید غذای پایدار بر پایه گیاهان با رسیدگی و نگه‌داری اندک است که بر مبنای اکوسیستم بیشه‌زار، با ترکیب درختان میوه و درختان خشکبار، درختچه‌ها، سبزی‌ها، تاکستان و سبزی‌های چندساله، که برای انسان بازدهی اقتصادی داشته باشند.
این سامانه همچنین به عنوان کشاورزی جنگلی شناخته می‌شود و عبارت است از یک سیستم مدیریت کاربری زمین که درختان را با محصولات کشاورزی یا مرتع ادغام می‌کند. از جمله می‌تواند محصولات چوبی، میوه‌ها، آجیل، سایر محصولات گیاهی خوراکی، قارچ‌های خوراکی، گیاهان دارویی، گیاهان زینتی، حیوانات و محصولات حیوانی و سایر محصولات را از گونه‌های اهلی و وحشی تولید کند. از مزایای دیگر آن میتوان از زراعت جنگلی شامل بهبود بهره وری مزرعه، افزایش تنوع زیستی، منافع اقتصادی، محیط‌ زیست سالم تر، کاهش خطر برای کشاورزان، زیبایی و افزایش سود مزرعه، کاهش فرسایش خاک، ایجاد زیستگاه حیات وحش، آلودگی کمتر، مدیریت فضولات حیوانات ،بهبود ساختار خاک و ترسیب کربن نام برد.